# تریستین میز
تریستین میز (انگلیسی: Tristin Mays؛ زادهٔ ۱۰ ژوئن ۱۹۹۰) بازیگر و خواننده اهل ایالات متحده آمریکا است. وی از سال ۱۹۹۶ میلادی تاکنون مشغول فعالیت بوده‌است.
از فیلم‌ها یا برنامه‌های تلویزیونی که وی در آن نقش داشته‌است می‌توان به آلیاس (۲۰۰۴–۲۰۰۱)، ویکتوریوس (۲۰۱۱)، اتاق خبر (۲۰۱۲)، سخنران عروسی (۲۰۱۵)، خاطرات خون‌آشام (۲۰۱۶–۲۰۱۵)، سوپرگرل (۲۰۱۵) و مک‌گیور (۲۰۲۱–۲۰۱۶) اشاره کرد.